# Distrito histórico del Palacio de Justicia de Grove Hill
El Distrito histórico del Palacio de Justicia de Grove Hill es un distrito histórico ubicado en Grove Hill, Alabama, Estados Unidos.

## Descripción
Está centrado en el Palacio de Justicia del Condado de Clarke y los límites son aproximadamente las calles Cobb, Court, Jackson y Main. El distrito cuenta con ejemplos arquitectónicos del Neogriego y Reina Ana. El distrito fue agregado al Registro de Monumentos y Patrimonio de Alabama el 24 de marzo de 1995 y al Registro Nacional de Lugares Históricos el 30 de abril de 1998.